# Tiroler Volkspartei
Die Tiroler Volkspartei ist die Landesorganisation (auch Landespartei) der Österreichischen Volkspartei (ÖVP) im Bundesland Tirol. Sie stellt seit 1945 ununterbrochen den Landeshauptmann Tirols. Obmann der Landesgruppe ist seit dem 9. Juli 2022 Anton Mattle. Zuvor war dies ab dem 31. Jänner 2009 Landeshauptmann Günther Platter, ihm zur Seite stand Landesparteigeschäftsführer Martin Malaun.
Ab der Landtagswahl 2013 regierte die Tiroler Volkspartei gemeinsam mit den Tiroler Grünen in einer Schwarz-Grünen Koalition in der Tiroler Landesregierung Platter II bzw. Platter III. Am 25. Oktober 2022 wurden die Mitglieder der Landesregierung Mattle gewählt und angelobt.

## Organisation
Die Tiroler Volkspartei ist ebenso wie die Bundes-ÖVP in sechs Teilorganisationen, die sogenannten „Bünde“, unterteilt: AAB Tirol – ArbeitnehmerInnen in der Volkspartei, Tiroler Bauernbund, Tiroler Wirtschaftsbund, Junge Volkspartei Tirol, Frauen in der Tiroler Volkspartei und Tiroler Seniorenbund. Neben der bündischen Gliederung ist die Tiroler Volkspartei auch territorial unterteilt: Ortsgruppen in den Gemeinden und Bezirksparteivorstand bzw. Bezirksparteileitung.
Die Partei hat seit 2006 ihren Sitz in der Fallmerayerstraße 4 in Innsbruck, gegenüber dem Innsbrucker Rathaus in der Maria-Theresien-Straße. Zuvor residierte die Tiroler Volkspartei am Südtiroler Platz, direkt gegenüber dem Innsbrucker Hauptbahnhof. Im Haus der Tiroler Volkspartei ist die Landesgeschäftsstelle, die Bezirksgeschäftsstellen von Innsbruck-Stadt und Innsbruck-Land sowie die Junge Volkspartei Tirol untergebracht.

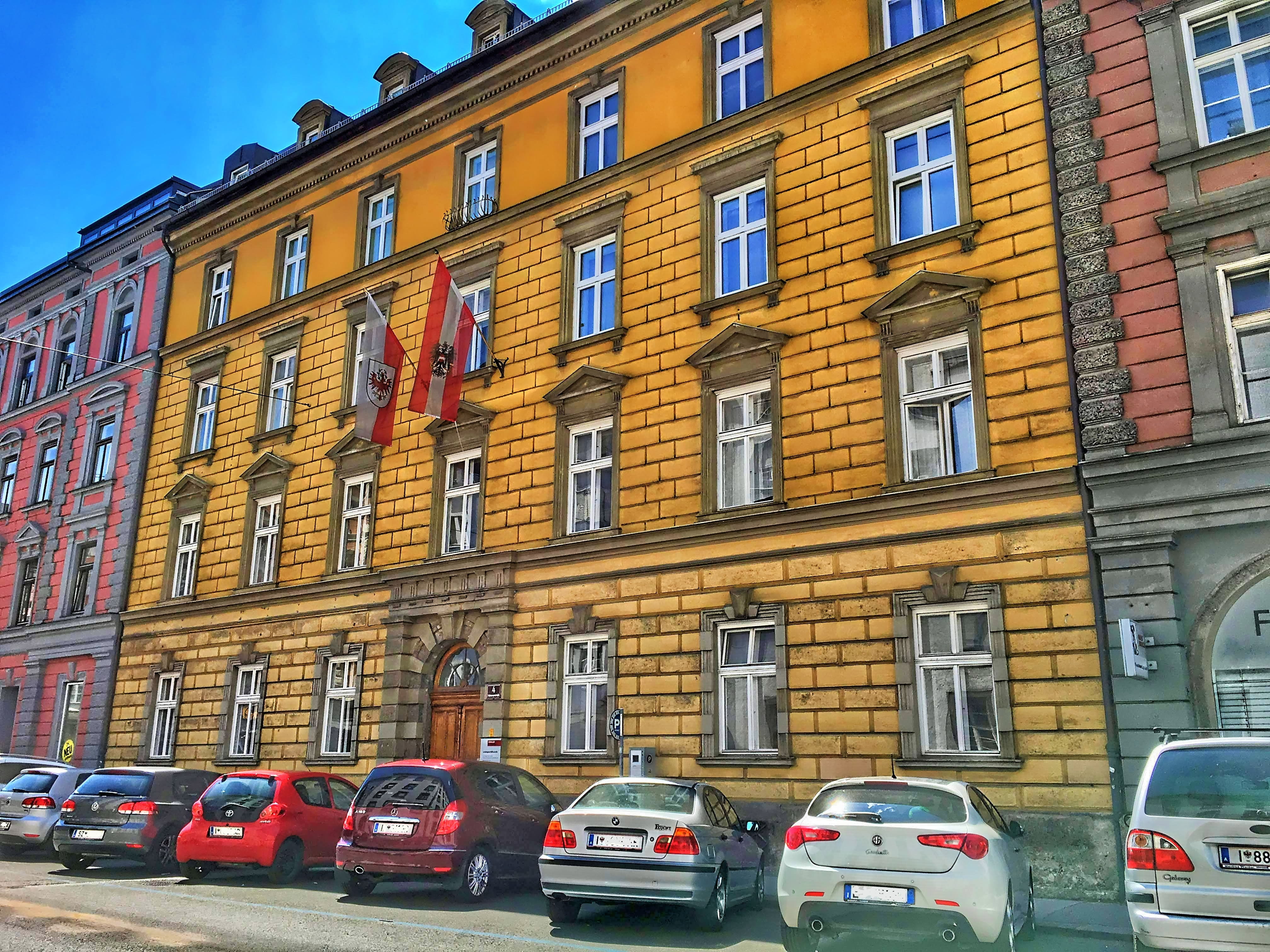
Das Haus der Tiroler Volkspartei befindet sich in der Fallmerayerstraße 4.

## Geschichte 1918 bis 1933
Die Tiroler Volkspartei als Zusammenschluss der bislang miteinander rivalisierenden Katholisch-Konservativen und Christlichsozialen entstand am 27. Oktober 1918, in den letzten Tagen der Österreichisch-Ungarischen Monarchie.
Aus den ersten Tiroler Landtagswahlen 1919 ging sie als Sieger hervor und blieb bis zum Ende der Ersten Republik die führende politische Kraft im Land Tirol. Innerhalb der Partei bildete der 1904 gegründete Tiroler Bauernbund die größte und einflussreichste Gruppe, mit Josef Schraffl und Franz Stumpf stellte er auch zweimal den Landeshauptmann. Eine weitere wichtige Gruppe war der Volksverein, der seine Basis im städtischen und kleinbürgerlichen Bereich fand. Zu seinen Mitgliedern zählten der langjährige Nationalratsabgeordnete Aemilian Schöpfer und der spätere Bundeskanzler Kurt Schuschnigg. Ab 1926 kam die Gruppe Tiroler Arbeitsbund unter Hans Gamper dazu. Auf gesamtstaatlicher Ebene stellte die Tiroler Volkspartei die Tiroler Landesorganisation der Christlichsozialen Partei dar.
Im abgetrennten Südtirol kandidierten die Tiroler Volkspartei und die Deutschfreiheitliche Partei unter dem Namen Deutscher Verband bei den ersten Wahlen zum italienischen Parlament am 15. Mai 1921 und konnten ungefähr 90 Prozent der Stimmen auf sich vereinen. Mit der Machtergreifung der Faschisten am 28. Oktober 1922 verlor die Partei ihre Bedeutung. Am 8. Mai 1945 wurde dann die Südtiroler Volkspartei (SVP) gegründet.

## Geschichte ab 1945
Im Land Tirol wurde die als bürgerlich-konservativ einzustufende Tiroler Volkspartei als Landesorganisation der ÖVP 1945 wieder gegründet und stellt seither durchgehend die Landeshauptleute in Tirol. Von 1945 bis 2008 konnte die Tiroler VP, außer in den Jahren 1999 bis 2003, durchgehend die absolute Mandatsmehrheit halten.
Bei der Landtagswahl in Tirol 2008 erreichte sie aber nur mehr 40,45 % und 16 von 36 Mandaten.
Bei der Landtagswahl in Tirol 2013 verlor die VP abermals und kam auf 39,35 %.
Bei der Landtagswahl in Tirol 2018 gewann die VP ein Mandat hinzu und kam damit auf 17 von 36 Mandate.
Am 9. Juli 2022 wurde Anton Mattle zum Landesparteiobmann gewählt. Stellvertreter wurden Barbara Thaler, Sophia Kircher, Landesbäuerin Helga Brunschmid und der Bürgermeister von Oberlienz, Markus Stotter.
Bei der vorgezogenen Landtagswahl in Tirol 2022 erzielte die VP 14 Mandate. Die VP Tirol trat diesmal unter den Namen „Anton Mattle Tiroler Volkspartei“ (landesweit) an.
Nachdem Philipp Heel zukünftig das Büro von Landeshauptmann Anton Mattle leiten wird, wurde der damalige Bundesrat Sebastian Kolland einstimmig zum neuen Landesgeschäftsführer der Tiroler Volkspartei bei der Landesparteivorstandssitzung am 21. Oktober 2022 bestellt.

### Landesparteiobleute seit 1945
- Anton Mattle (seit 2022)[2]
- Günther Platter (2009 bis 2022)
- Herwig van Staa (2001 bis 2009)
- Ferdinand Eberle (2000 bis 2001)
- Wendelin Weingartner (1991 bis 2000)
- Alois Partl (1987 bis 1991)
- Eduard Wallnöfer (1964 bis 1987)
- Hans Tschiggfrey (1962 bis 1963)
- Aloys Oberhammer (1954 bis 1961)
- Alois Lugger (1950 bis 1954)
- Otto Steinegger  (1946 bis 1950)
- Adolf Platzgummer (1945 bis 1946)

### Klubobleute seit 1945
- Jakob Wolf (seit 2013)
- Josef Geisler (2008 bis 2013)
- Klaus Madritsch (1994 bis 2008)
- Albert Handle (1989 bis 1994)
- Helmut Mader  (1987 bis 1989)
- Eduard Wallnöfer (1965 bis 1987)
- Johann Obermoser (1951 bis 1965)
- Alois Grauss (1949 bis 1951)

### Landesparteisekretäre / Landesparteigeschäftsführer / Hauptgeschäftsführer seit 1945
- Florian Klotz[5] (seit 1. Juli 2024)[6]
- Sebastian Kolland (1. November 2022 bis Ende Juni 2024)[7]
- Philipp Heel (August bis Oktober 2022)[8][7]
- Martin Malaun (2011 bis Oktober 2022)[8]
- Johannes Rauch (2007 bis 2011)
- Georg Keuschnigg (2006 bis 2007)
- Josef Lettenbichler (2003 bis 2006)
- Anna Hosp (2002 bis 2003)
- Günther Weber (2000 bis 2006)
- Helmut Krieghofer (1991 bis 2000)
- Robert Fiala (1963 bis 1991)
- Kurt Gattinger (1953 bis 1962)
- Rudolf Kathrein (1948 bis 1949)
- Aloys Oberhammer (1946 bis 1948)
- Kurt Zeidler und Max Jenewein (1945 bis 1946)

## Die Bezirksorganisationen der Tiroler Volkspartei

### Innsbrucker Stadtparteiobleute seit 1945
- Mario Gerber (geschäftsführend, seit 24. Februar 2025)[9] (gewahlt am 26. Mai 2025 mit 94,17  %)[10]
- Florian Tursky (4. November 2023 bis 24. Februar 2025)[11]
- Christoph Appler (2019 bis 4. November 2023)
- Franz Xaver Gruber (2007 bis 2019)
- Eugen Sprenger (1997 bis 2007)
- Rudolf Warzilek (1993 bis 1997)
- Romuald Niescher
- Alois Lugger
- Franz Grass
- Eduard Pfeifer
- Anton Melzer (Gründer)

### Die Bezirksparteiobleute in Schwaz
- Hermann Gahr (seit 2020)
- Karl-Josef Schubert (interimsmäßig von 2019 bis 2020)
- Kathrin Kaltenhauser (2016–2019)
- Franz Hörl (2013–2016)
- Josef Geisler (2006–2013)
- Konrad Streiter (1995–2006)
- Gottfried Jaud (1987–1995)
- Hans Jäger (1982–1987)
- Landtagsvizepräsident Adolf Troppmair (1959–1982)
- Hans Breitenberger (1955–1959)
- Anton Kirchmair 1954
- Josef Schmadl (1949–1952)
- Karl Aschaber (1953–1954)
- Anton Kecht (bis 1949)

### Die Bezirksparteiobleute in Kufstein
- Sebastian Kolland (seit 2021)
- Alois Margreiter
- Hannes Bodner
- Arno Abler
- Sebastian Mitterer (um 1994)
- Max Ritzer

### Die Bezirksparteiobleute in Kitzbühel
- Peter Seiwald (Wiederwahl Oktober 2023)
- Ernst Huber
- Beate Palfrader
- Fritz Astl (um 1994)

### Die Bezirksparteiobleute in Innsbruck-Land
- Cornelia Hagele[12] (seit 10. Oktober 2023)
- Johannes Tratter (bis Juni 2023)
- Eva Maria Posch
- Ewald Spiegl (geschäftsführend)
- Hubert Rauch (ab 2000)
- Josef Pfurtscheller (um 1995)

### Die Bezirksparteiobleute in Reutte
- Sonja Ledl-Rossmann aktuell
- Heiner Ginter
- Ferdinand Eberle (um 1994)
- Bernhard Eggl
- Ferdinand Eberle
- Wolfram Vindl

### Die Bezirksparteiobleute in Osttirol
- Markus Stotter (seit 17. Mai 2023)
- Bernhard Webhofer (2018 bis 2023)
- Martin Mayerl (2013 bis 2018)
- Erwin Schiffmann (2011 bis 2013)
- Johannes Hibler (2010 bis 2011)
- Andreas Köll (2003 bis 2010)
- Herrmann Kuenz (2001 bis 2003)
- Helmut Krigehofer (6. Oktober 1996 bis 21. September 2001)
- Josef Lackner (27. November 1991 bis 6. Oktober 1996)
- Fridolin Zanon (24. November 1984 bis 27. November 1991)
- Hubert Huber (9. November 1974 bis 24. November 1984)
- Josef Perfler (9. Mai 1970 bis 9. November 1974)
- Friedrich Forcher (4. März 1961 bis 9. Mai 1970)
- Hans Meirer (Herbst 1946 bis 4. März 1961)

### Die Bezirksparteiobleute in Imst
- Bernhard Schöpf (seit 13. November 2023)[13]
- Jakob Wolf (2002 bis 13. November 2023)[14]
- Ernst Schöpf (um 1994)
- Hermann Ennemoser ab 1982

### Die Bezirksparteiobleute in Landeck
- Dominik Traxl (seit 13. März 2023)[15]
- Anton Mattle (2003 bis 13. März 2023)
- Günther Platter (1995 bis 2003)[16]
- Regina Heiß (1991 bis 1995)
- Kurt Leitl (1980 bis 1991)
- Engelbert Geiger (bis 1980)

## Die Spitzenvertreter der Tiroler Bünde

### Die Landesobleute des Tiroler Wirtschaftsbundes seit 1945
- Barbara Thaler (seit 9. Februar 2024)
- Franz Hörl (2016 bis 2024)
- Jürgen Bodenseer (1991 bis 2016)
- Carl Reissigl (1988 bis 1991)
- Luis Bassetti (1971 bis 1988)
- Robert Lackner (1958 bis 1971)
- Anton Haller (1951 bis 1958)
- Josef Anton Mayr (1948 bis 1951)
- Josef Dinkhauser (1945 bis 1948)

### Die Landesobleute des Tiroler Bauernbundes seit 1945
- Josef Geisler (seit 2013)
- Anton Steixner (1988 bis 2013)
- Eduard Wallnöfer (1958 bis 1988)
- Alois Grauß (1948 bis 1957)
- Josef Muigg (1945 bis 1948)
- Johann Obermoser (1934 bis 1938)
- Josef Arnold (1933 bis 1934)
- Andreas Thaler (1930 bis 1933)
- Alois Haueis (1922 bis 1930)
- Josef Schraffl (1904 bis 1922)

### Die Landesobleute des AAB Tirol seit 1945
- Jakob Wolf (gewählt am 4. Februar 2023)
- Dominik Mainusch (August 2022 bis November 2022)
- Beate Palfrader (2014 bis 2022)
- Andreas Köll (2009 bis 2014)
- Günther Platter (2001 bis 2009)
- Helmut Mader (1988 bis 2001)
- Fritz Prior (1976 bis 1988)
- Alois Lugger (1963 bis 1976)
- Hans Gamper (1945 bis 1963)

### Die Landesobleute des Tiroler Seniorenbundes seit 1945
- Patrizia Zoller-Frischauf (seit 2019)
- Helmut Kritzinger (1997 bis 2019)
- Martin Schärmer (1945 bis 1997)

### Die Landesobleute der Jungen Volkspartei Tirol seit 1945
- Sophia Kircher (seit 2018)
- Dominik Schrott (2013 bis 2018)
- Michael Riepler (2009 bis 2013)
- Christoph Schaffenrath (2007 bis 2009)
- Mario Pargger (2004 bis 2007)
- Christian Holzknecht (1992 bis 2000)
- Richard Agerer (1991 bis 1992)
- Simon Brüggl (1983 bis 1991)
- Bruno Wallnöfer (1978 bis 1983)
- Karl Pischl (1970 bis 1978)
- Heinrich Juen (1966 bis 1970)
- Albert Andergassen (1963 bis 1965)
- Hubert Senn (1960 bis 1963)

### Die Landesleiterinnen der ÖVP Frauen in Tirol seit 1945
- Beate Scheiber (seit 2023)
- Elisabeth Pfurtscheller (2014 bis 2023)
- Sonja Ledl-Rossmann (2008 bis 2014)
- Elisabeth Zanon (1995 bis 2008)
- Wilfride Hribar (1988 bis 1995)
- Maria Giner (1980 bis 1988)
- Rosa Gföller (1970 bis 1980)
- Sonja Oberhammer (1945 bis 1970)

## Die Vertreter der Tiroler Volkspartei in Europa

### Die Abgeordneten zum Europäischen Parlament der TVP
- Sophia Kircher (ab Juni 2024)
- Barbara Thaler (2019 bis 2024)
- Richard Seeber (2004 bis 2014)

### Europäische Kommission
- Franz Fischler (1995 bis 2004)

## Die Vertreter der Tiroler Volkspartei auf Bundesebene

### Tiroler Minister / Staatssekretäre in der Bundesregierung

#### Ab 2019
- Norbert Totschnig: Landwirtschaftsminister
- Florian Tursky: Staatssekretär für Digitalisierung (im März 2024 ausgeschieden)

#### Ab 2007
- Günther Platter: Bundesminister für Inneres (2007 – 2008)
- Johannes Rauch: Generalsekretär der Österreichischen Volkspartei (2011 – 2013)
- Verena Remler: Staatssekretärin für Familie und Jugend im Bundesministerium für Wirtschaft, Familie und Jugend (2010 – 2011)
- Andrä Rupprechter: Bundesminister für Land- und Forstwirtschaft, Umwelt und Wasserwirtschaft (seit 2013)
- Karlheinz Töchterle: Bundesminister für Wissenschaft und Forschung (2011 – 2013)

#### Ab 2003
- Günther Platter: Bundesminister für Verteidigung (2003 – 2007), Bundesminister für Inneres (2007 – 2008)

#### Ab 1994
- Sonja Moser: Bundesministerin für Jugend und Familie (1994 – 1996)
- Andreas Khol: Klubobmann der Österreichischen Volkspartei (1994 – 2003)

#### Ab 1989
- Franz Fischler: Bundesminister für Land- und Forstwirtschaft (1989 – 1994)

#### Ab 1961
- Ludwig Steiner: Staatssekretär im Außenministerium (1961 – 1964)
- Franz Hetzenauer: Bundesminister für Inneres (1966 – 1968)
- Hans Richard Klecatsky: Bundesminister für Justiz (1966 – 1970)
- Sixtus Lanner: 1. Tiroler Generalsekretär der ÖVP (1976 – 1982)

#### Nach 1945
- Karl Gruber: Unterstaatssekretär für Äußeres in der provisorischen Regierung Renner 1945, Bundesminister für Auswärtige Angelegenheiten (1945 – 1953)
- Franz Gschnitzer: Staatssekretär für Auswärtige Angelegenheiten (1956 – 1961)

### Die Abgeordneten zum Nationalrat
aktuelle NR-Periode:
- Margreth Falkner (seit 2024)
- Josef Hechenberger
- Jakob Grüner (seit 7. März 2025, Nachrücker für Norbert Totschnig)
- Klaus Mair (seit 2024)

letzte NR-Periode:
- Josef Hechenberger
- Alexandra Tanda (bis 2024)
- Hermann Gahr (bis 2024)
- Franz Hörl (bis 2024)
- Elisabeth Pfurtscheller (bis 2024)
- Kira Grünberg (bis 2024)
- Rebecca Kirchbaumer (bis 2024)

### Die Abgeordneten zum Bundesrat
- Klara Neurauter
- Christoph Stillebacher (seit November 2022)
- Markus Stotter (seit November 2022)
- Peter Raggl (bis Oktober 2022)
- Sebastian Kolland (von 2020 bis Oktober 2022)
- Elisabeth Mattersberger (bis Oktober 2022)

## Publikationen
- Die Tiroler Volkspartei, politikwiss. Diplom-Arbeit von Kurt Gattinger, Univ. Innsbruck, 1994
- MATTLE-NEWS, vormals VPNEWS, Informationen der Tiroler Volkspartei, EPaper (Offizielles Organ der Tiroler Volkspartei)
- Marion Höfer, 50 Jahre ÖAAB, eine politische Zeitreise 1945 bis 1955, Hrsg. ÖAAB, Kapitel: Der ÖAAB Tirol, Seite 140 ff